# Gorgonia flabellum
Gorgonia flabellum är en korallart som beskrevs av Carl von Linné 1758. Gorgonia flabellum ingår i släktet Gorgonia och familjen Gorgoniidae. Inga underarter finns listade i Catalogue of Life.

## Bildgalleri

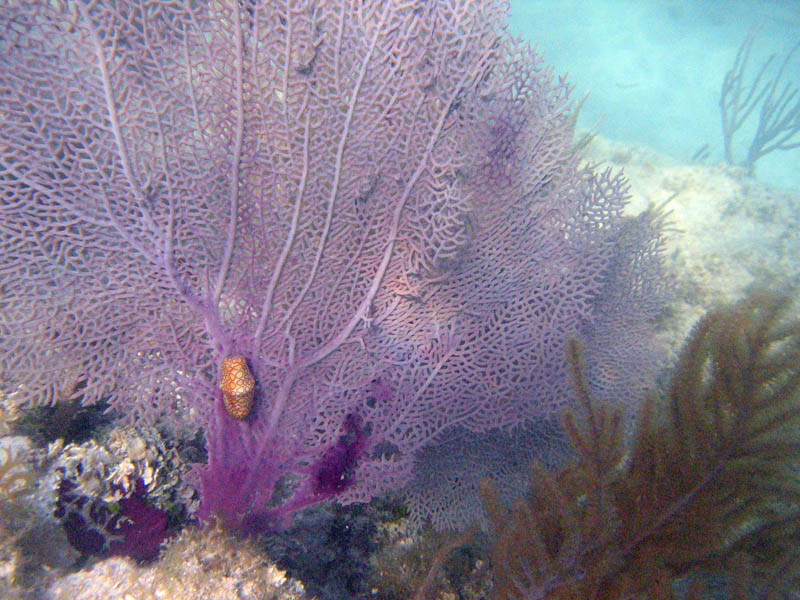
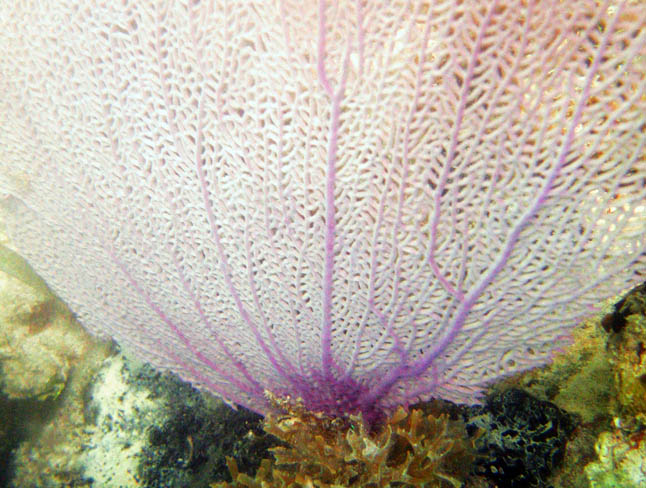
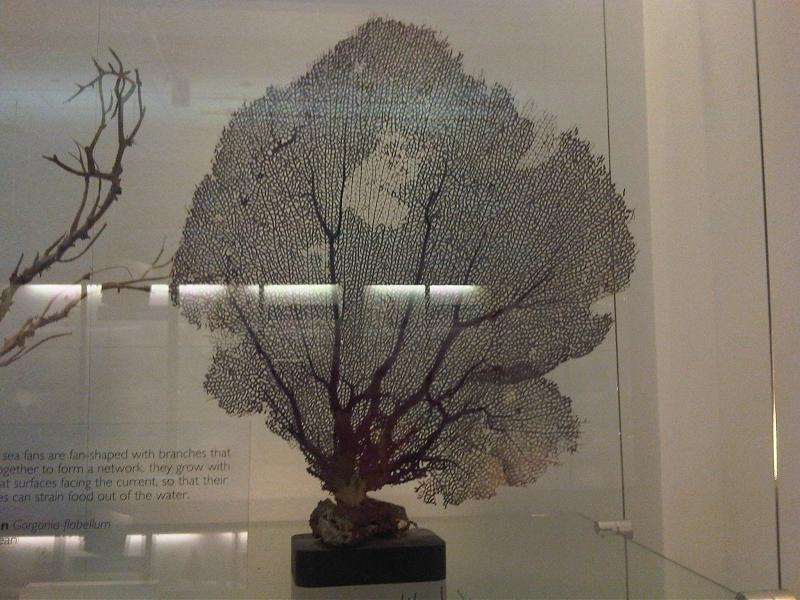
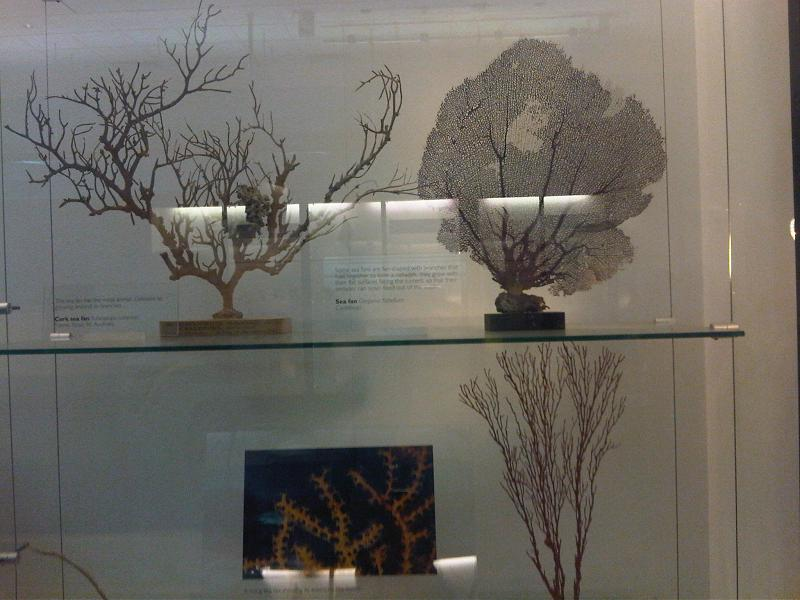